# サウダーデ (久保田早紀のアルバム)
『サウダーデ』は、1980年11月21日にリリースされた久保田早紀（現・久米小百合）の3枚目のアルバム。

## 概要
A面の5曲はポルトガルのリスボンで録音が行われており、デビューシングル「異邦人」と同様の「異国ロマン」テイストな楽曲となっている。「異邦人」はアコースティックバージョンとなっており、既存アレンジとは全く印象が異なる。「アルファマの娘」、「4月25日橋」はリスボンの名所を舞台としている。
B面の5曲は東京で録音が行われており、A面と違ってニューミュージック路線の楽曲である。

## 製作の経緯
「異国ロマン」とでもいうべき雰囲気が漂うデビューシングル「異邦人」、デビューアルバム『夢がたり』は大ヒットとなったが、「異国ロマン」路線を継承したセカンドシングル「25時」、セカンドアルバム『天界』は大きく売り上げを落した。楽曲の完成度には1作目と遜色ないものの、「二番煎じ」に思われたためだと考えられる。サードシングル「九月の色」は、異国ロマン路線からメランコリーな歌謡曲ふうになった楽曲であったが、久保田の特徴が失われたと思われたのか、これも売り上げは低迷した。
久保田自身の著書『ふたりの異邦人』によれば、ポルトガル録音はレコード会社からの提案であり、「エキゾチックな旅路線の “完結盤” を、ファドの故郷で制作しよう」とスタッフから発案されたものである。
A面とB面の方向性の違いは、久保田自身が「異国ロマン」路線にケジメを付けつつも、今後の音楽の方向性を探っていたようで、4枚目のシングル「オレンジ・エアメール・スペシャル」の明るく、生き生きとした楽曲へとつながっていく。

## 収録曲

### LP / CT
| 全作曲: 久保田早紀、全編曲: 萩田光雄。 |                    |                      |            |      |
| #                                      | タイトル           | 作詞                 | 作曲・編曲 | 時間 |
| 1.                                     | 「異邦人」         | 久保田早紀           | 久保田早紀 | 4:57 |
| 2.                                     | 「アルファマの娘」 | 久保田早紀           | 久保田早紀 | 2:58 |
| 3.                                     | 「トマト売りの歌」 | 久保田早紀           | 久保田早紀 | 2:43 |
| 4.                                     | 「18の祭り」       | 久保田早紀・山川啓介 | 久保田早紀 | 2:44 |
| 5.                                     | 「4月25日橋」      | 久保田早紀・山川啓介 | 久保田早紀 | 4:00 |
| 合計時間:                              | 合計時間:          | 合計時間:            | 17:22      |      |

| 全作曲: 久保田早紀、全編曲: 萩田光雄。 |                  |                      |            |      |
| #                                      | タイトル         | 作詞                 | 作曲・編曲 | 時間 |
| 1.                                     | 「サウダーデ」   | 久保田早紀           | 久保田早紀 | 5:00 |
| 2.                                     | 「九月の色」     | 久保田早紀           | 久保田早紀 | 3:52 |
| 3.                                     | 「憧憬」         | 久保田早紀・山川啓介 | 久保田早紀 | 4:05 |
| 4.                                     | 「真夜中の散歩」 | 山川啓介             | 久保田早紀 | 4:27 |
| 5.                                     | 「ビギニング」   | 久保田早紀・山川啓介 | 久保田早紀 | 4:52 |
| 合計時間:                              | 合計時間:        | 合計時間:            | 22:16      |      |

### CD
| 全作曲: 久保田早紀、全編曲: 萩田光雄。 |                    |                      |            |      |
| #                                      | タイトル           | 作詞                 | 作曲・編曲 | 時間 |
| 1.                                     | 「異邦人」         | 久保田早紀           | 久保田早紀 | 4:57 |
| 2.                                     | 「アルファマの娘」 | 久保田早紀           | 久保田早紀 | 2:58 |
| 3.                                     | 「トマト売りの歌」 | 久保田早紀           | 久保田早紀 | 2:43 |
| 4.                                     | 「18の祭り」       | 久保田早紀・山川啓介 | 久保田早紀 | 2:44 |
| 5.                                     | 「4月25日橋」      | 久保田早紀・山川啓介 | 久保田早紀 | 4:00 |
| 6.                                     | 「サウダーデ」     | 久保田早紀           | 久保田早紀 | 5:00 |
| 7.                                     | 「九月の色」       | 久保田早紀           | 久保田早紀 | 3:52 |
| 8.                                     | 「憧憬」           | 久保田早紀・山川啓介 | 久保田早紀 | 4:05 |
| 9.                                     | 「真夜中の散歩」   | 山川啓介             | 久保田早紀 | 4:27 |
| 10.                                    | 「ビギニング」     | 久保田早紀・山川啓介 | 久保田早紀 | 4:52 |
| 合計時間:                              | 合計時間:          | 合計時間:            | 39:38      |      |

## 発売履歴
| 発売日         | レーベル        | 規格         | 規格品番   | 備考                                   |
| -------------- | --------------- | ------------ | ---------- | -------------------------------------- |
| 1980年11月21日 | CBSソニー       | LP           | 27AH 1148  |                                        |
| 1980年11月21日 | CBSソニー       | CA           | 27KH 920   |                                        |
| 1990年9月15日  | CBSソニー       | CD           | SRCL-2094  | CD選書シリーズ。                       |
| 2007年5月9日   | GT Music        | CD           | MHCL 1065  | 2007年リマスター版、紙ジャケット仕様。 |
| 2013年4月10日  | GT Music        | Blu-spec CD2 | MHCL 30144 | 名盤復刻シリーズ、2013年リマスター版。 |
| 2020年1月31日  | Sony Music Shop | Blu-spec CD2 | DQCL-772   | 2019年リマスター版、紙ジャケット仕様。 |